# Haemaphysalis anoplos
Haemaphysalis anoplos este o specie de căpușe din genul Haemaphysalis, familia Ixodidae, descrisă de Hoogstraal, Uilenberg & Klein în anul 1967.
Este endemică în Madagascar. Conform Catalogue of Life specia Haemaphysalis anoplos nu are subspecii cunoscute.